# François Zorn de Bulach
François Antoine Philippe Henri Zorn de Bulach est un homme politique français né le 15 juillet 1828 à Strasbourg (Bas-Rhin) et décédé le 14 avril 1890 à Osthouse. Chambellan de Napoléon III à partir de 1857 et député bonapartiste à partir de 1869, il opte toutefois pour l’Empire allemand après l’annexion de l’Alsace. Il poursuit ainsi sa carrière politique dans l’Alsace annexée, étant élu en 1873 conseiller du district de Basse-Alsace, dont il devient vice-président. Également vice-président du Landesausschuss Elsaß-Lothringen, il fait partie des meneurs du parti autonomiste alsacien, mais progresse peu en ce sens du fait de l’hostilité de Bismark. Ce projet est toutefois mené à bien quelques décennies plus tard par son fils Hugo Zorn von Bulach.

## Biographie

### Jeunesse
François Antoine Philippe Henri Zorn de Bulach naît le 15 juillet 1828 à Strasbourg. Sa mère s’appelle Anne de Kageneck tandis que son père, Ernest Maximilien Zorn de Bulach, est issu d’une branche des Zorn, une ancienne et influente famille de l’aristocratie urbaine de Strasbourg, et a été député sous la Restauration. Il fait ses études secondaires d’abord au petit séminaire Saint-Louis de Strasbourg, puis au collège Sainte-Barbe à Paris. Il fait ses études supérieures à la faculté de droit de Strasbourg, où il obtient la licence de droit en 1850. Peu avant, le 17 septembre 1849, il épouse à Osthouse Antoinette Fidèle de Reinach-Hirtzbach, fille de Charles de Reinach.

### Carrière politique française
Sur le plan politique il est dans un premier temps proche des légitimistes. Il fait ainsi partie de la délégation qui se rend à Wiesbaden en mai 1849 pour prêter hommage à Henri d’Artois. Il se rallie toutefois aux bonapartistes après le coup d'État du 2 décembre 1851 et demande à Stéphanie de Bade de le soutenir auprès de Napoléon III, soutien qui lui permet de devenir chambellan de l’empereur en 1857. À cette époque il est déjà maire d’Osthouse et depuis 1855 conseiller général du Bas-Rhin pour le canton d’Erstein.
Napoléon III voulant que ses chambellans soient députés, François Zorn de Bulach est imposé comme candidat dans l’arrondissement de Sélestat, bien que ni l’administration locale ni les autres députés et conseillers généraux ne veuillent de lui. Ainsi, bien qu’il remporte les élections en juin 1863, les contestations entraînent son annulation par le Corps législatif. Lors d’une seconde élection en janvier 1864, il est battu par le député sortant Léonce Hallez-Claparède. François Zorn de Bulach s’emploie alors à user de son influence pour se venger de ceux qui ont fait échouer son élection : Charles Louis Coulaux perd sa place de vice-président du Conseil général et est contraint de démissionner de son poste de maire de Strasbourg en 1864, tandis dans l’administration le président de la cour d’appel de Colmar Charles Rieff, le préfet du Bas-Rhin Stanislas Migneret et le recteur Laurent Étienne Delcasso ont tous été remplacés en 1865.
En attendant les élections suivantes, François Zorn de Bulach reste auprès de l’empereur, qu’il accompagne lors de sa visite en Alsace pendant l’été 1867. Peu de temps auparavant, en juin 1867 il est également attaché à la suite de Guillaume Ier lorsque celui-ci visite l’exposition universelle de 1867. Les gêneurs ayant été éliminés et remplacés par ses proches, François Zorn de Bulach parvient à se faire élire sans trop de difficultés au Corps législatif en 1869. Partisan de l’affrontement avec la Prusse, il vote les crédits de guerre en juillet 1870, puis lorsque la défait devient inéluctable, quitte Paris pour l’Alsace, selon lui pour atténuer « les rigueurs de l’occupation » à la population. Ne souhaitant pas discuter avec lui, les Prussiens l’assignent toutefois à résidence à Osthouse.

### Carrière politique allemande
Après l’annexion de l’Alsace, François Zorn de Bulach opte pour l’Empire allemand. Cette décision est vue comme une traîtrise en France, au point qu’il ne trouve pas de partis pour ses enfants dans la noblesse française et qu’au cours de l’exposition universelle de 1873 à Vienne, son portrait doit être retiré du pavillon Alsace en raison des esclandres qu’il génère avec les visiteurs français. Bien qu’il se présente aux élections de juin 1873 du district de Basse-Alsace pour l’arrondissement d’Erstein, il est battu, la population lui étant devenue hostile pour avoir opté pour l’Allemagne après avoir tant soutenu la guerre. Il parvient toutefois à se faire élire dans l’arrondissement de Sélestat en août 1873 en raison du désistement d’Oscar Schomas, mais à la suite de cette mésaventure, il devient un critique acerbe du droit de vote. Il ne reste toutefois que peu de temps en place, la première assemblée votant sa dissolution afin de ne pas prêter serment à l’empereur, obligation imposée après leur élection.
La question du serment ne devait pas être un problème pour François Zorn de Bulach, car il se représente aux élections convoquées dans la foulée et prête serment après avoir été élu le 10 octobre 1873. Il est par la suite élu vice-président du district de Basse-Alsace, puis est nommé en 1874 au Landesausschuss Elsaß-Lothringen, dont il devient également vice-président. Faisant parti des meneurs du parti alsacien ou autonomiste, il entretien alors une correspondance assidue avec le grand-duc de Bade et l’empereur Guillaume Ier afin d’obtenir plus d’autonomie pour l’Alsace. Il est soutenu dans cette entreprise par le haut président Eduard von Möller, mais s’attire les foudres de Bismark, qui voit d’un mauvais œil une émancipation de la région.
Il élabore ainsi dans les années suivantes le projet de créer une principauté d’Alsace-Lorraine dont le trône serait confié à Frédéric de Prusse. Le projet est prêt d’aboutir à la fin de l’année 1877, mais les attentats de 1878 contre l’empereur renforcent le pouvoir de Bismark, qui le fait finalement échouer. Ce dernier réforme en 1879 le fonctionnement institutionnel du Reichsland Elsaß-Lothringen, qui est désormais géré par un Statthalter entouré d’un gouvernement, dans lequel François Zorn de Bulach est conseiller d’État. Il s’entend toutefois mal avec le premier Statthalter, Edwin von Manteuffel, qui impose l'allemand, que François Zorn de Bulach maîtrise peu, comme langue des délibérations du Landesausschuss.
Progressivement au cours des années 1880, François Zorn de Bulach transfère son influence à son fils Hugo, qui le remplace parmi les meneurs des autonomistes. Son père meurt à Osthouse le 14 avril 1890.

## Décorations
- Ordre national de la Légion d'honneur